# Baependi
Baependi là một đô thị thuộc bang Minas Gerais, Brasil. Đô thị này có diện tích 751,748 km², dân số năm 2007 là 18016 người, mật độ 24,2 người/km².